# Escape on Venus
Escape on Venus (cu sensul de Evadare de pe Venus) este un roman de fantezie științifică al scriitorului american Edgar Rice Burroughs, a patra carte din seria Venus (numită uneori „seria Carson Napier de pe Venus”). Este format din patru povestiri interconectate publicate în revista Fantastic Adventures între 1941 și 1942: „Sclavii oamenilor-pește” (Slaves of the Fish Men), „Zeița focului” (Goddess of Fire), „Morții vii” (The Living Dead) și „Război pe Venus” (War on Venus). O ediție completă a acestor povestiri a fost publicată în 1946.

## Drepturi de autor
Drepturile de autor au expirat în Australia și, prin urmare, se află în domeniul public în această țară. Textul este disponibil prin intermediul Proiectului Gutenberg Australia.

## Povestiri originale
- Slaves of the Fish Men, martie 1941
- Goddess of Fire, iulie 1941
- The Living Dead, noiembrie 1941
- War on Venus, martie 1942